# Chun Doo-hwan
Chun Doo-hwan, född 6 mars 1931 i Hapcheon, Södra Gyeongsang, död 23 november 2021 i Seoul, var en sydkoreansk militär och politiker. Han var landets ledare mellan 1979 och 1988, och landets president från 1980.
Han tillhörde en grupp militärer som grep makten i Sydkorea efter mordet på landets diktator Park Chung-hee 1979. Efter en intern maktstrid blev Chun snart envåldshärskare. 1980 tillträdde han ämbetet som president, upplöste nationalförsamlingen och införde krigslagar. Upplopp i Kwangju nedslogs med stor brutalitet, då nära 1 200 studenter dödades eller försvann sedan militärpolisen stormat staden. Bland de oppositionella politiker som dömdes till döden fanns den senare presidenten och nobelpristagaren Kim Dae-jung, som dock benådades efter amerikansk medling. Som president fortsatte Chun på den inslagna vägen och värnade en marknadsekonomisk profil och goda relationer till Japan samtidigt som han som militärdiktator utövade ett starkt centraliserat styre men såg också Sydkoreas ekonomi växa efter omfattande liberaliseringar. Efter upprepade protester mot hans auktoritära regim och hot om att de olympiska sommarspel som utlovats Sydkorea skulle inställas avgick han frivilligt från presidentposten 1988, och efterträddes av sin skyddsling, Roh Tae-woo. Han dömdes 1996 till döden för att ha beordrat avrättningar av oppositionella, men benådades genom Kim Dae-jungs ingripande.